# Juan José Cambre
Juan José Cambre (Buenos Aires, 15 de febrero de 1948) es un artista plástico argentino. 

## Educación y primeras exhibiciones
Cambre se recibió de arquitecto en 1974 en la Universidad de Buenos Aires. Paralelamente a sus estudios de arquitectura, asistió al taller del artista Felipe Noé desde 1972 a 1973.
Poco tiempo después, realiza sus primeras exhibiciones en Galería ArteMúltiple, Galería Lirolay, Ática y Balmaceda. Cambre presenta pinturas que trabaja desde imágenes fotográficas que le interesan por la actitud de las figuras o la composición. Boceta esas imágenes sobre la tela sin preparar y luego pinta con pintura acrílica, corrigiendo luego con carbonilla y volviendo a pintar sobre la corrección.
En 1981 gana la Beca Premio Banco del Acuerdo, que consiste en un viaje a Nueva York. Cambre trabajará allí durante un año, para volver a Buenos Aires en 1982.

## Nueva Imagen
A su regreso a Buenos Aires, participó de numerosas muestras que daban cuenta del regreso de la democracia en Argentina y,  junto a Ana Eckell, Alfredo Prior, Fernando Fazzolari, Armando Rearte y Osvaldo Monzo, entre otros, presentó obras dentro de las exhibiciones de ¨la nueva imagen¨. Las exhibiciones fueron presentadas en Caracas, París y en la Bienal de San Pablo de 1985 a instancias del padrinazgo de Jorge Glusberg, futuro Director del Museo de Bellas Artes.
Cambre hace uso en este período de grandes formatos, en donde construye imágenes tensionadas entre la abstracción la abstracción y la figuración, tensión que hace ambiguo el espacio pictórico.

## Primeras vasijas
1989 marca un giro fundamental en su obra: expone por primera vez lo que se convertiría en su motivo principal durante más de diez años, la vasija. En esa serie de obras de pequeño formato, presentadas en galería Adriana Rosenberg, Cambre repite el motivo de la vasija, lo que le permite centrarse en elementos plásticos como el color, la perspectiva, la diferenciación fondo-figura. Son pinturas casi minimalistas, que a partir de los recursos de repetición y serialización, desmaterializan el motivo, pero que a través de las variaciones en su representación, apelan a lo sensible, a lo plástico.
Seguirán a esa exhibición muestras en Costa Rica, Milán, Nueva York y Caracas. También obtiene el Premio Fortabat en 1993. 
La serialización será un recurso especulativo y productivo en Cambre: en 1990 realiza una serie de obras que representan membrillos, telas que repiten otra vez el motivo pero que van variando su número. 

## Desmaterizalición de la vasija
Para 1995, Cambre ha terminado la serie de murales que realizó para 19 sucursales del Banco Credyt Lyonnais. Allí, apelando a sus conocimientos de arquitecto, trabajó murales de paisajes abstractos que hizo reflejar contra espejos, de manera que quien entrase al banco se encontrase inmerso en la obra.
En 1996, Cambre muestra vasijas en la galería Alberto Elía. Sin embargo, esta vez, al proceso de repetición del tema, se le suma una nueva reducción: las obras tienden al monocromo, Cambre utiliza solo un color primario por obra. 
En 1998, presentará en la Fundación Federico Klemm siete vasijas monocromáticas, todas en rojo, con leves variaciones de posición, de sombra, de luz. Dos de ellas son idénticas.

## Paisajes, follajes y paisajes ocultos
En el 2000, Cambre presenta nuevamente una exhibición en la Fundación Klemm. Como hiciera en los años 80s, Cambre trabaja en estas obras a partir de fotografías. Esta vez, sin embargo, son fotografías de paisajes, follajes, reverberaciones lumínicas, de las cuales Cambre elige fragmentos que serán proyectados y pintados. El resultado: paisajes conformados a través de círculos de luz que se recortan y que solo dan cuenta de un espacio referencial a través de sus títulos. La lisura de la superficie de los acrílicos se contrapone a las profundidades y vibraciones que Cambre logra a través de veladuras y superposiciones de color en esta serie de paisajes, entre abstractos y lumínicos.
Un año después, la exhibición ¨24 estudios de color¨ en el Centro Cultural Recoleta muestra como Cambre, a través del mismo proceso, llega a resultados distintos: lo primero que se percibe en estas obras es el color, los pensamos monocromos, areferenciales, puros. 

## Exposiciones seleccionadas

### Individuales
- 1976 - Galería Lirolay - Buenos Aires.
- 1977 - Galería Arte Nuevo - Buenos Aires.
- 1978 - Galería Ática - Buenos Aires.
- 1979 - Galería Arte Nuevo - Buenos Aires.
- 1980 - Galería Financiera San Martín - Buenos Aires.
- 1981 - Galería Alberto Elía - Buenos Aires.
- 1982 - Galería Arte Nuevo - Buenos Aires.
- 1983 - Galería Unión Carbide - Buenos Aires.
- 1984 - Galería Jacques Martínez - Buenos Aires.
- 1985 - Galería Rubbers - Buenos Aires.
- 1986 - Galería Sara García Uriburu - Buenos Aires.
- 1987 - Galería Jacques Martínez - Buenos Aires.
- 1988 - Galería Jacques Martínez - Buenos Aires.
- 1989 - Galería Adriana Rosenberg - Buenos Aires.
- 1990 - El Imaginario bonaerense - Buenos Aires.
- 1991 - Galería Jacobo Carpio - San José de Costa Rica.
- 1992 - Pinturas 91-92 - Centro Cultural Recoleta - Buenos Aires.
- 1997 - Casa de la Cultura Argentina - Milán.
- 1998 - Fundación Federico Klemm - Buenos Aires.
- 2000 - Fundación Federico Klemm - Buenos Aires.
- 2001 - Veinticuatro estudios de color - Centro Cultural Recoleta - Buenos Aires.
- 2002 - Galería Klaus Stein Metz - San José de Costa Rica.
- 2003 - Fondo Nacional de las Artes - Buenos Aires.
- 2005 - Hogar Collection Gallery - Brooklyn.
- 2005 - Galería Wussmann - Buenos Aires.
- 2007 - ArteConsult - Panamá.
- 2007 - Galería Isabel Salinas - San José de Costa Rica.
- 2007 - RedGalería - Espacio virtual.[1]

### Colectivas
- 1977 - Premio Marcelo de Ridder - Museo Nacional de Bellas Artes - Buenos Aires.
- 1978 - Jornadas de la Crítica - Centro de Arte y Comunicaciones - Buenos Aires.
- 1979 - Exposición Premio Braque - Museo Nacional de Bellas Artes - Buenos Aires.
- 1980 - Exposición Premio Banco del Acuerdo - Museo Nacional de Bellas Artes - Buenos Aires.
- 1981 - Premios Municipales - Museo Sívori - Buenos Aires.
- 1982 - La Nueva Imagen - Galería del Buen Ayre - Buenos Aires.
- 1983 - Ex-presiones - Museo de Arte Moderno - Buenos Aires.
- 1984 - Cambre-Kuitca-Marcaccio - Sala de la pequeña muestra - Rosario.
- 1985 - La Nueva imagen - Bienal de San Pablo.
- 1986 - La Nueva Imagen - Museo de Arte Moderno - Caracas.
- 1987 - Imagen e Idea de la Argentina - Museo de Arte Moderno - México.
- 1988 - La Nueva Imagen - Galerie Beau Lézard - París.
- 1990 - La vuelta al centro - Centro Cultural Recoleta - Buenos Aires.
- 1991 - Argentina, Chile - Museo de Arte Moderno - Buenos Aires.
- 1992 - Argentina, Chile - Galería Plástica Nueva - Santiago de Chile.
- 1997 - Maison de la Culture Cote-des-Neiges - Montreal.
- 1998 - Fundación Proa - Buenos Aires.
- 2002 - Galería Silvana Facchini - Miami.

## Premios
- 1976: Primer Premio de Pintura SHA.
- 1981: Premio Beca a Nueva York, Banco del Acuerdo.
- 1982: Mención Artista Joven del año, Asociación de Críticos.
- 1993: Primer Premio Amalia Lacroze de Fortabat.

## Escenografías
- 1986: Puesta en Claro, de Griselda Gambaro. Dirección de Alberto Ure,  Teatro Payró.
- 1996: El hombre de arena, de Vivi Tellas. Teatro La Carbonera.
- 2007:  Madama Butterfly, Juventus Lirica.Teatro Avenida.